# Jacques Dupont
Jacques Dupont (Lézat-sur-Lèze, 19 de julio de 1928–Saint-Jean-de-Verges, 4 de noviembre de 2019) fue un deportista francés que compitió en ciclismo en la modalidad de ruta; aunque también disputó carreras de pista.
Participó en los Juegos Olímpicos de Londres 1948, obteniendo dos medallas, oro en el kilómetro contrarreloj de pista y bronce en la prueba de ruta por equipos (junto con José Beyaert, Alain Moineau y René Rouffeteau).
Ganó una medalla de plata en el Campeonato Mundial de Ciclismo en Pista de 1948, en la prueba de persecución individual.
En carretera fue profesional de 1950 a 1960. Consiguió ganar dos veces la París-Tours, en los años 1951 y 1955.

## Medallero internacional
| Juegos Olímpicos   | Juegos Olímpicos         | Juegos Olímpicos | Juegos Olímpicos           |
| Año                | Lugar                    | Medalla          | Competición                |
| ------------------ | ------------------------ | ---------------- | -------------------------- |
| 1948               | Londres (Reino Unido)    | Medalla de oro   | 1 km contrarreloj          |
| Campeonato Mundial |                          |                  |                            |
| Año                | Lugar                    | Medalla          | Competición                |
| 1948               | Ámsterdam (Países Bajos) | Medalla de plata | Persecución individual (A) |

| Juegos Olímpicos | Juegos Olímpicos      | Juegos Olímpicos  | Juegos Olímpicos |
| Año              | Lugar                 | Medalla           | Competición      |
| ---------------- | --------------------- | ----------------- | ---------------- |
| 1948             | Londres (Reino Unido) | Medalla de bronce | Ruta por equipos |

## Palmarés
| 1948 - Campeón Olímpico del Kilómetro - 3.º en la contrarreloj por equipos de los Juegos Olímpicos 1951 - París-Tours 1954 - Campeonato de Francia en Ruta 1955 - París-Tours - Boucles de l'Aulne - Gran Premio de Espéraza | 1956 - Gran Premio de Saint-Raphaël - 1 etapa del Critérium Nacional 1957 - Boucles de Seine Saint-Denis 1958 - Tour de Loiret - 1 etapa del Tour de l'Ariège |

## Resultados en Grandes Vueltas y Campeonatos del Mundo
| Carrera         | 1950 | 1951 | 1952 | 1953 | 1954 | 1955 | 1956 | 1957 | 1958 | 1959 |
| --------------- | ---- | ---- | ---- | ---- | ---- | ---- | ---- | ---- | ---- | ---- |
| Giro de Italia  | -    | -    | -    | -    | -    | -    | -    | -    | -    | -    |
| Tour de Francia | -    | -    | Ab.  | Ab.  | -    | Ab.  | -    | -    | -    | -    |
| Vuelta a España | -    | -    | -    | -    | -    | -    | -    | -    | -    | -    |
| Mundial en Ruta | -    | -    | -    | -    | -    | -    | Ab.  | Ab.  | -    | -    |

-: no participa

Ab.: abandono